# Clementina (patrícia)
Clementina foi uma nobre bizantina do século VI. Vivia na Campânia, aparentemente em Nápoles. Patrícia, foi destinatária de três epístolas do papa Gregório, o Grande (590–604) e lhe escreveu sobre a morte de Eutério, seu provável marido. Em 592, Gregório instruiu o retor do patrimônio papal na Campânia a investigar o papel dela e seus servos num assalto ao visitante da sé de Nápoles, o bispo Paulo de Nepete. Em 600, o papa a informou sobre a eleição do novo bispo de Sorrento.